# Cmentarz przy ul. Ogrodowej 22 w Łodzi
Cmentarz przy ul. Ogrodowej 22 w Łodzi – cmentarz dwuwyznaniowy funkcjonujący w latach 1820–1888 przy ul. Ogrodowej 22 w Łodzi. Cmentarz był podzielony na 2 części: katolicką, należącą do parafii Wniebowzięcia Najświętszej Maryi Panny oraz ewangelicko-augsburską, należącą do parafii św. Trójcy.

## Historia
Decyzję o utworzeniu cmentarza podjęto 6 listopada 1819. Dozór kościelny parafii katolickiej w Łodzi uznał, że dotychczasowy cmentarz jest za mały na potrzeby miasta. W związku z powyższym wraz z burmistrzem Antonim Czarkowskim wystosował memoriał do komisarza Obwodu Łęczyckiego w sprawie zatwierdzenia lokalizacji nowego cmentarza dla parafii łódzkiej.
Cmentarz urządzono w 1820 roku. Plac pod cmentarz obejmował powierzchnię około 2650 m² i znajdował się około 400 m od ówczesnych granic miasta i należał do mieszczanina – Macieja Kudlińskiego, który sprzedał go kościołowi za 150 zł. Urządzenie cmentarza wraz z jego zakupem wyniosło 947 zł. Na co złożył się również podatek, a także cena materiałów na wykonanie powstałego w 1822 roku ogrodzenia oraz zapłata dla rzemieślnika wykonującego parkan. Początkowo cmentarz pozostawał nieogrodzony – swobodnie spacerowało bydło i inne zwierzęta.
W 1830 ewangelicy kupili kwaterę przylegającą do części katolickiej cmentarza, tworząc tym samym pierwszy łódzki chrześcijański cmentarz dwuwyznaniowy.
Cmentarz na przestrzeni lat kilkukrotnie powiększano, w związku z nagłym wzrostem liczby mieszkańców Łodzi, a co za tym idzie, także liczbą pochówków. Kolejne powiększenia cmentarza nastąpiły kolejno w 1833 i 1838. W 1852 z powodu dużego napływu ludności i dużej śmiertelności łodzian, a także otoczenia nekropolii zabudową śródmiejską, w 1856 roku część katolicką, a w 1862 część ewangelicko-augsburską, wyłączono z użytkowania. Do 1880 jednak nadal dokonywano pochówków zmarłych w grobach i grobowcach rodzinnych.
W 1888 staraniem ks. Jana Siemica na terenie cmentarza katolickiego postawiono przeniesiony z placu Kościelnego drewniany kościół pw. Wniebowzięcia Najświętszej Maryi Panny (obecnie Kościół św. Józefa) i dzwonnicę. Wcześniej miejsce to splantowano, a pozostałe szczątki przewieziono na cmentarz przy ul. Ogrodowej 39. W latach 1910–1915 proboszczem parafii Świętego Józefa Oblubieńca Najświętszej Maryi Panny w Łodzi był Henryk Przeździecki, który odkupił również przylegający do kościoła teren zamkniętego cmentarza ewangelickiego, który zaaranżowano na park parafialny.

## Pochowani
- Fryderyk Krzysztof Dietrich (1779–1847) – polski rytownik,
- Jan Mittelstaedt (1819–1890) – ziemianin, powstaniec wielkopolski (1848) i ekonomista[5].